# أولاد شليح سيدي درفوف (لمخيس)
أولاد شليح سيدي درفوف هو دُوَّار يقع بجماعة إسلي، عمالة وجدة أنكاد، جهة الشرق في المملكة المغربية. ينتمي الدوّار لمشيخة لمخيس التي تضم 19 دوار. يقدر عدد سكانه بـ 160 نسمة حسب الإحصاء الرسمي للسكان والسكنى لسنة 2004.

## روابط خارجية
- البوابة الوطنية للجماعات الترابية
- المندوبية السامية للتخطيط